# Dirty, Dirty Feeling
Dirty, Dirty Feeling är en sång skriven av radarparet Jerry Leiber och Mike Stoller och spelades in av Elvis Presley 3 april 1960 och släpptes på albumet Elvis Is Back!. Sången användes sedan i Elvis film Hålligång i Vilda Västern och släpptes på EPn med originaltiteln Tickle me.